# Salsola tragus
Salsola tragus, conosciuta anche come salsola caprina, è una pianta appartenente alla famiglia delle Amaranthaceae. È ampiamente conosciuto anche semplicemente come rotolacampo perché, in molte regioni degli Stati Uniti, è la specie vegetale più comune e più cospicua che ne produce. 

## Descrizione

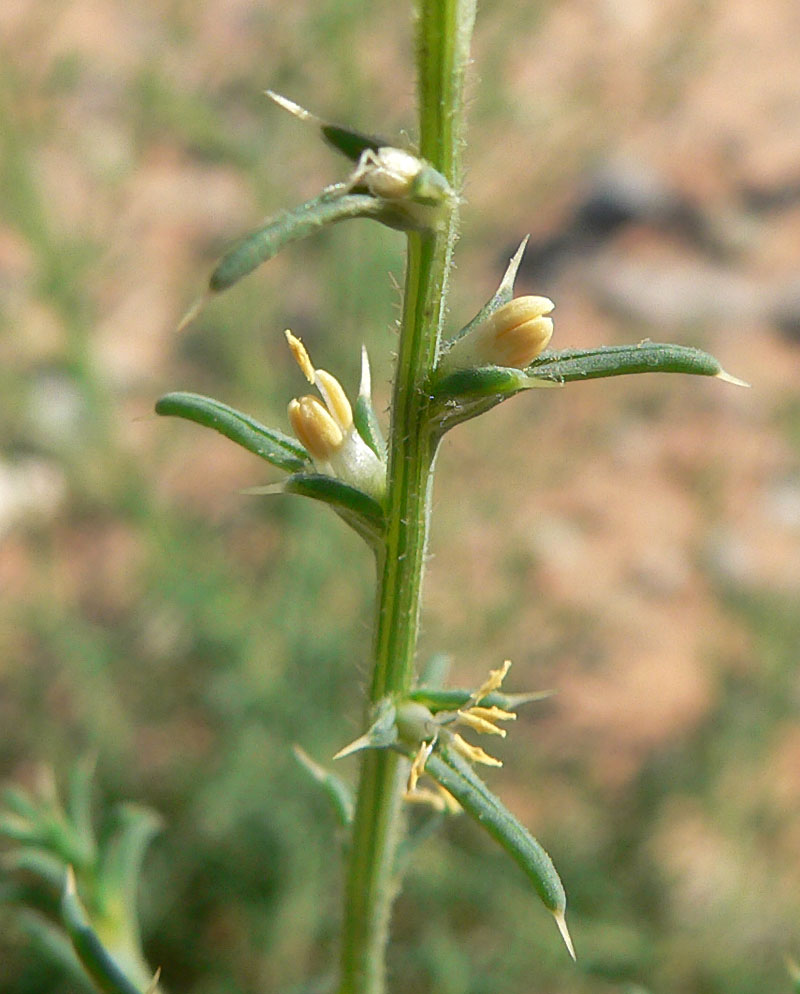
Foglie di una pianta matura che iniziano a fiorire, ciascuna foglia con un fiore e due brattee

S. tragus è una pianta annuale che cresce in un cespuglio arrotondato composto da rami aggrovigliati che possono raggiungere la lunghezza di un metro ciascuno. A seconda della genetica e delle condizioni della pianta, le foglie e gli steli possono essere verdi, rossi, o striati e possono essere glabri o coperti da peluria. Le foglie presentano delle spine alle estremità così appuntite da richiedere guanti protettivi per il maneggiamento della pianta.

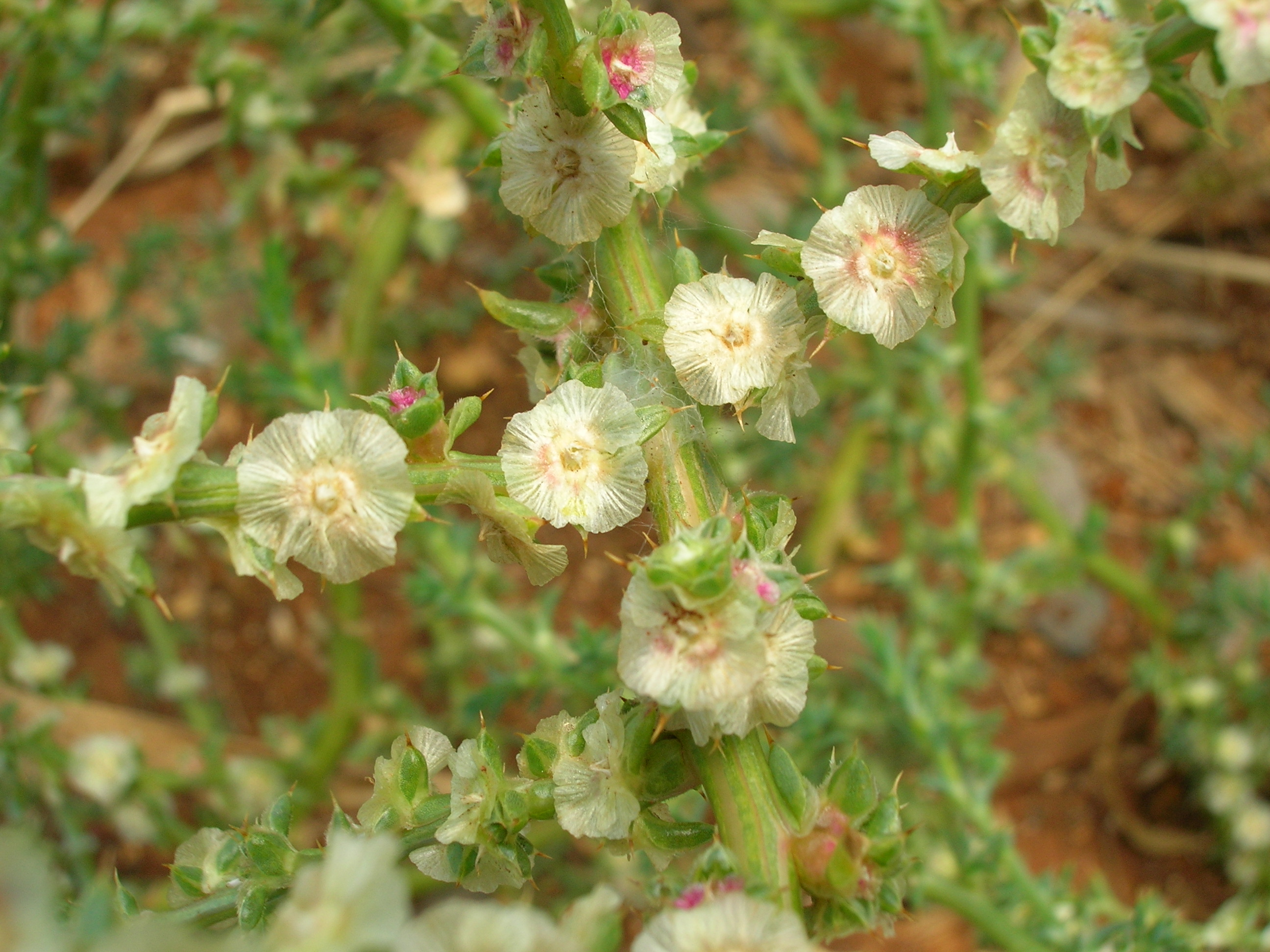
Frutto maturo

La pianta diventa legnosa man mano che si sviluppano i frutti. Man mano che essi maturano, la pianta inizia a morire, si secca e diventa fragile. In questo stato, la base dello stelo si rompe facilmente, soprattutto in caso di vento forte. La pianta poi rotola prontamente al vento e disperde i suoi semi rotolando.

Per una breve fase all'inizio della crescita, può essere brucato, ma in seguito diventa troppo spinoso e legnoso per essere commestibile per la maggior parte della fauna selvatica e del bestiame (se non viene prima lavorato). Gli esemplari maturi hanno spesso un diametro superiore a un metro. Man mano che i suoi frutti maturano, il diasporo della pianta muore, secca, indurisce e si stacca dalla radice. Questa parte staccata di S. tragus è colloquialmente chiamata rotolacampo (sebbene ci siano molte altre specie vegetali che ne producono). Una volta maturo, secco e staccato dalla pianta, il rotolacampo rotola via a causa della forza del vento e gradualmente si disgrega, diffondendo così fino a 200.000 semi nel suo percorso. Se si ferma in una zona umida, può germogliare rapidamente, anche con quantità molto piccole di umidità. Ha un'elevata tolleranza alla salinità e può competere con successo con molte piante autoctone in determinati ambienti, come lungo le spiagge marine e soprattutto nelle praterie, nel deserto o nelle regioni semiaride. Di conseguenza, ora occupa un'ampia varietà di habitat. S. tragus, originaria dell'Eurasia, si è rivelata altamente invasiva come specie introdotta ed è diventata rapidamente una pianta infestante comune negli habitat disturbati di tutto il mondo. È noto che il rotolamento danneggia piante e ambienti non autoctoni e la sua natura altamente infiammabile a volte aiuta anche la diffusione di incendi, soprattutto in condizioni ventose. Un rotolacampo in fiamme può diffondere un incendio oltre i viali tagliafuoco e può persino incendiare gli edifici o le strutture contro cui si ferma.

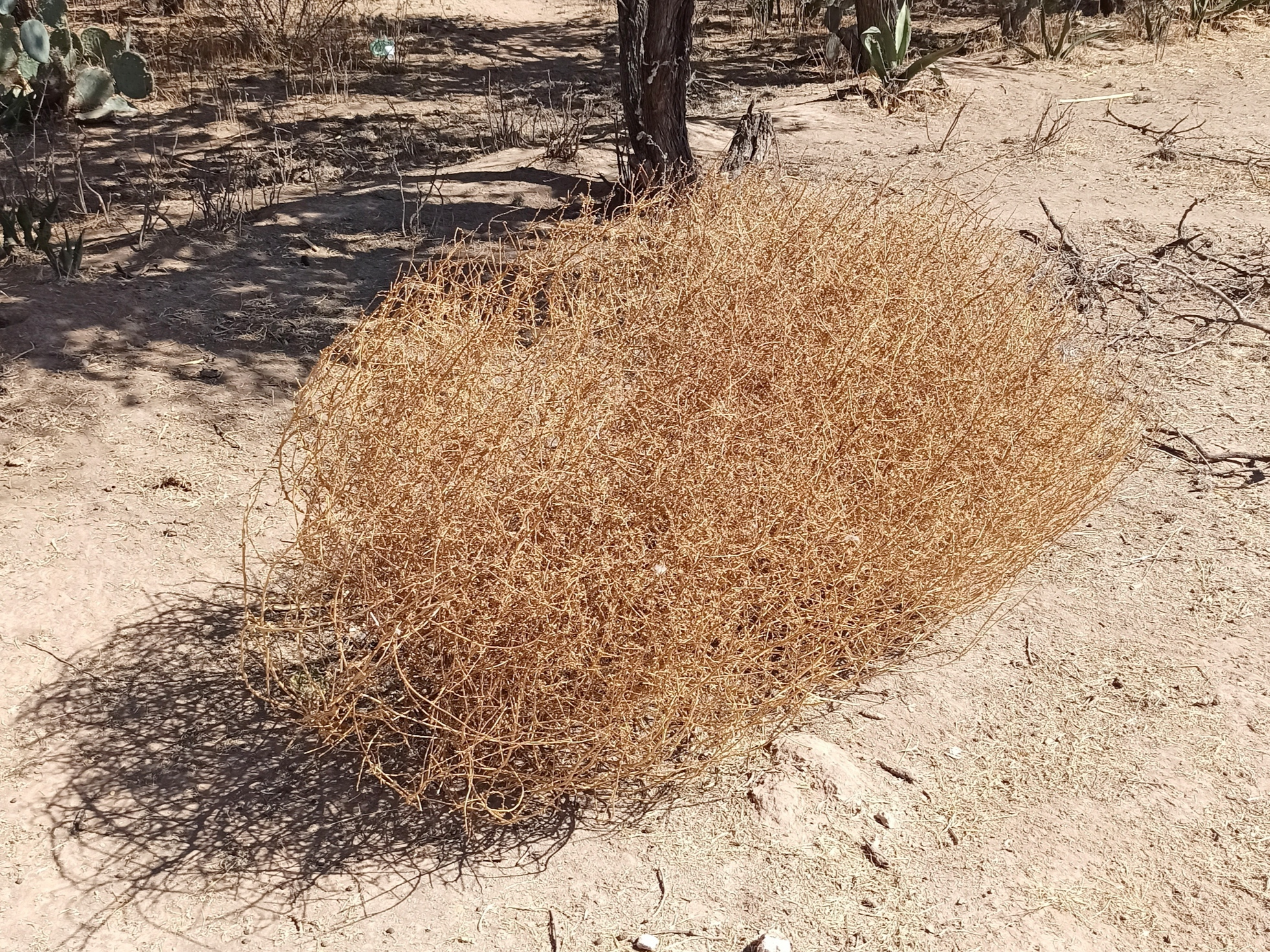
Esemplare secco di S. tragus

S. tragus si è rivelata altamente invasiva come specie introdotta ed è diventata una comune pianta infestante in molte regioni del Nord America, in particolare nel Midwest. La specie si è anche naturalizzata in varie regioni dell'America centrale e meridionale e in parti dell'Africa meridionale e Australia. La specie ora occupa una grande varietà di habitat diversi dove nessuna specie locale può competere. A causa della sua preferenza per suoli sabbiosi e la tolleranza alla salinità, cresce comunemente lungo le spiagge e lungo le praterie e le zone desertiche delle regioni semiaride.
Uno degli attributi indesiderati di S. tragus è che presenta comunemente un rischio di incendio, in primo luogo perché è infiammabile una volta completamente secco ma anche a causa del suo contenuto di nitrati, che può essere molto elevato, a volte superiore al 6% del peso secco. In secondo luogo, in una stagione in cui la crescita è stata intensa, i forti venti spesso accumulano enormi grovigli di rotolacampo, coprendo interi edifici o intrappolando i veicoli in modo così completo da impedire la fuga senza aiuto, in particolare nel caso in cui il materiale secco prenda fuoco. Quando si scontrano con le recinzioni di fili metallici, è probabile che la forza del vento contro la massa danneggi la recinzione, e parimenti farà il fuoco anche se la massa si incendia. In condizioni di incendio in aperta campagna, i forti venti spesso soffiano i rotolacampo in fiamme attraverso i viali tagliafuoco, vanificando le misure standard di controllo degli incendi. Quando le erbacce in fiamme vengono fermate da edifici o cataste di legna, incendiano tali oggetti più efficacemente di qualsiasi altro rotolacampo nelle pianure aperte, essendo compatte e legnose a maturità, oltre che altamente infiammabili.